# ラウダ航空

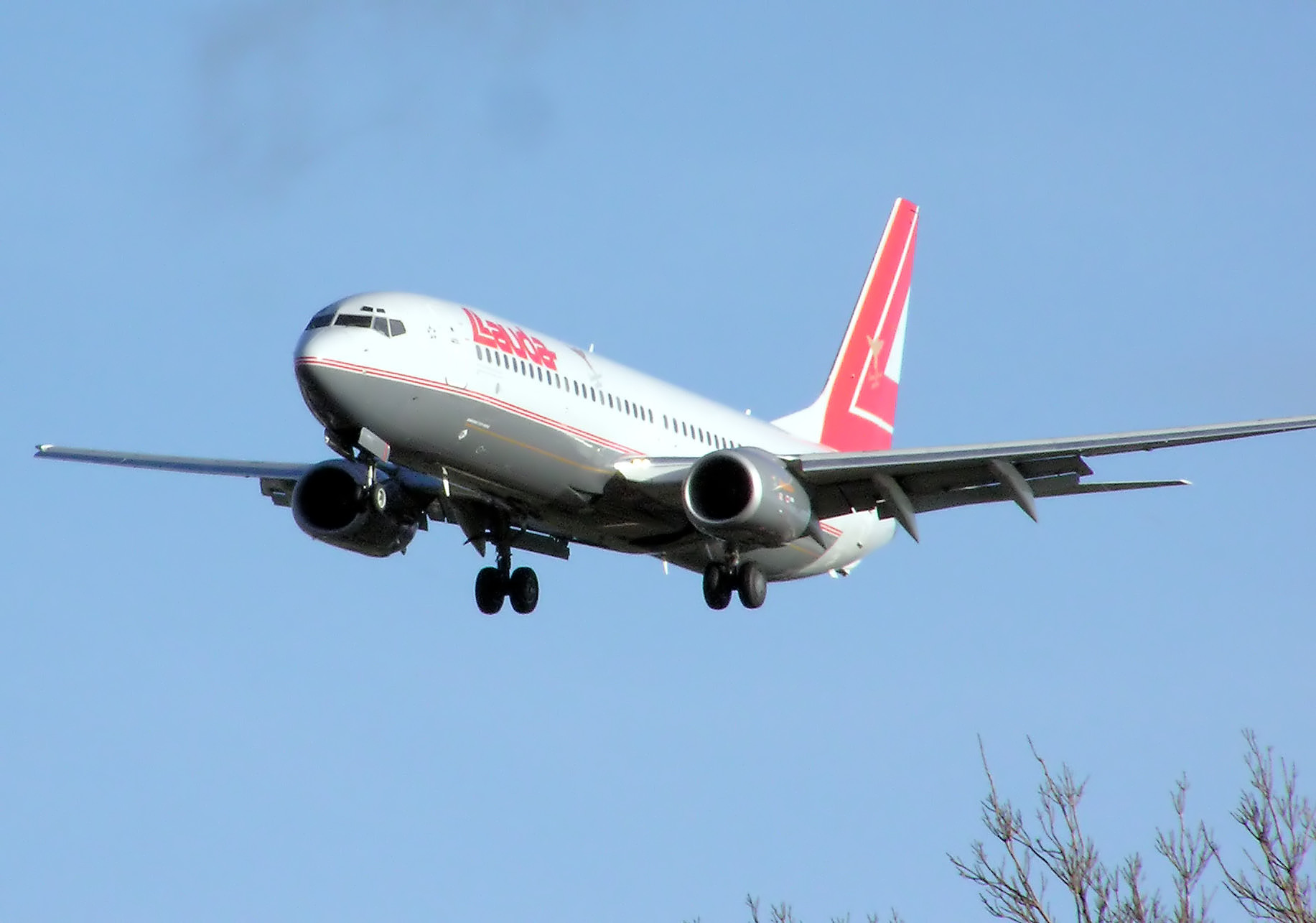
ラウダ航空のボーイング737-700

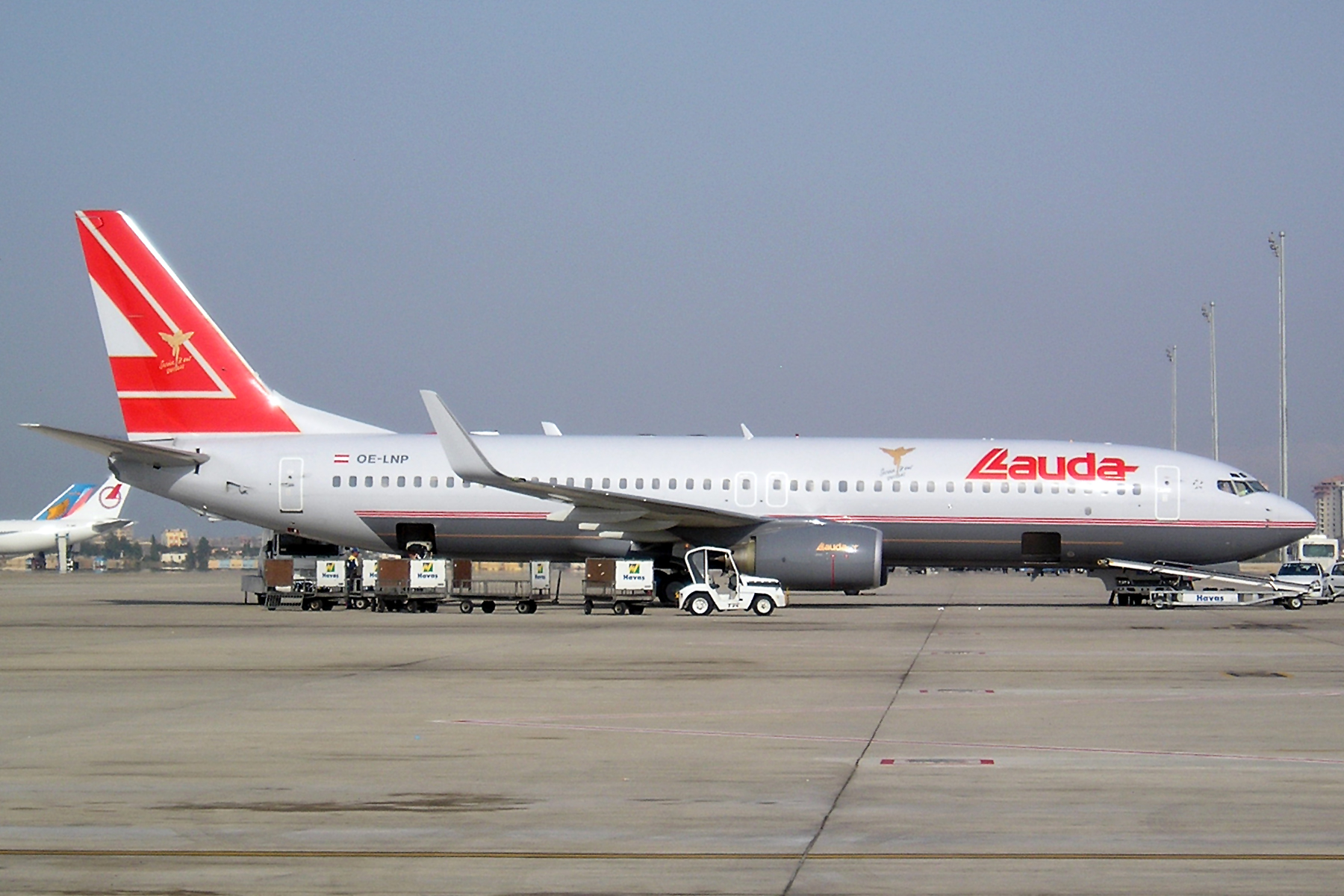
ラウダ航空のボーイング737-800

ラウダ航空（ラウダこうくう、英称:Lauda Air）とはかつて存在したオーストリアの航空会社である。ウィーン国際空港をハブ空港とし、そこからヨーロッパ、北アフリカ、カリブ海と東南アジアへバカンスを過ごす観光客のための航空路線を運航していた。オーストリア航空グループ並びにスターアライアンスに属していた。日本では往年のF1名ドライバーであるニキ・ラウダが創業したことで有名である。

## 概略
ラウダ航空はニキ・ラウダによって1979年4月に創業された。1985年にチャーター便の運航を開始し、1987年には定期航空路を開設し、1989年にはバンコク経由でシドニーとメルボルンに向かう長距離路線の運航を始めた。
このようにラウダ航空の経営は成功していたが、1991年に自社のボーイング767型機がタイで墜落する事故が起きた。
事故の発生からしばらくしてラウダ航空の経営状態は一旦持ち直したが、その後に投資で失敗するなどしたために経営権をオーストリアのフラッグ・キャリアであるオーストリア航空に譲渡した。
その後2005年に定期航空路線がオーストリア航空に合併され、ボーイング777といったワイドボディ機をオーストリア航空本体に移管し、Austrian myHolidayとの商標を使用することとなった。現在ではエアバスA320といったナローボディ機でチャーター便を運航している。

## 使用機材
2008年1月現在
- エアバスA320-200 2機
- ボーイング737-600 1機
- ボーイング737-700 2機
- ボーイング737-800 7機

ラウダ航空の機体には著名人の名が使用されており、ボーイング737-800にはジョージ・ハリスン（OE-LNP）、エアバスA320にはレイ・チャールズ（OE-LBQ）といったようなシップネームがあるという。

## 引用
1. ↑  Austro Control: Behördliches Österreichisches Zivilluftfahrzeuggegister